# Pansy Parkinson
Pansy Parkinson, imaginaran lik iz serije romana o Harryju Potteru spisateljice J. K. Rowling, Slytherinka je s Harryjeve godine u Hogwartsu. Pansy je često viđana u društvu Draca Malfoya za kojeg se kasnije ispostavilo da je njezin dečko. Nakon što je Draco ozlijedio ruku u Harryju Potteru i zatočeniku Azkabana Pansy je stalno bila s njim, u Harryju Potteru i Plamenom peharu bila je Dracova pratilja na Božićnom balu tijekom kojeg je nosila blijedoružičastu svečanu pelerinu. 
U Harryju Potteru i Redu feniksa pridružila se Inkvizitorskom odredu. Pobrinula se da zagorča živote svih članova Dumbledoreove Armije. Ona je iz Sobe potrebe uzela popis s imenima svih članova Dumbledoreove Armije.
Često se je može vidjeti u društvu Draca Malfoya, Vincenta Crabbea i Gregoryja Goylea, ali i Blaisea Zabinija. Ponekad je i u društvu svoje grupe slytherinskih djevojaka. Uživa u ismijavanju Hermione Granger, ali je bila zaprepaštena kad se ona na Božićnom balu pojavila u društvu poznatog igrača metloboja Viktora Kruma. Pansy je Riti Skeeter davala netočne informacije o Harryju, Hermioni i Hagridu. Na prvoj je godini zadirkivala Parvati Patil nakon što je ova stala u obranu Nevillea Longbottoma, a kad su Harry i Cho Chang prohodali ona ih je zasipala zajedljivim komentarima o Cedricu Diggoryju, Choinu pokojnom dečku.
Pansy je u filmu Harry potter i zatočenik Azkabana glumila Genevieve Gaunt.